# Atanasije Jevtić

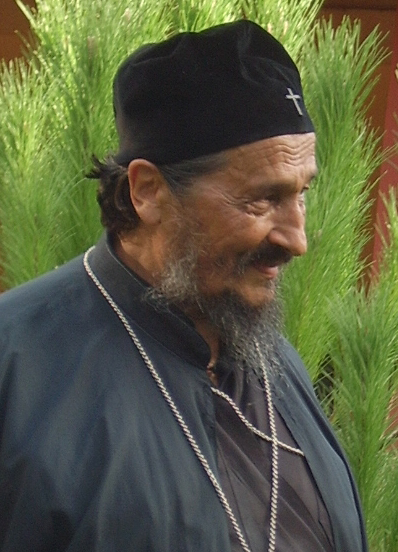
Bischof Atanasije Jevtić

Atanasije Jevtić (* 8. Januar 1938 in Brdarica bei Šabac, Königreich Jugoslawien; † 4. März 2021) war einer der bedeutendsten serbischen Theologen der Gegenwart. Er war orthodoxer Mönch und Bischof der Serbisch-Orthodoxen Kirche, Dozent am renommierten Theologischen Institut Saint-Serge in Paris, Professor für Patrologie in Belgrad und Autor zahlreicher Bücher über orthodoxe Kirche, Theologie und Patrologie. In den Jugoslawienkriegen war er ein serbisch-nationalistischer Akteur, der Slobodan Milošević unterstützte und die Belange der serbischen Minderheiten vor allem auf dem Kosovo verteidigte. 

## Leben
Zoran Jevtić wurde 1938 im Dorf Brdarica nahe der Stadt Šabac in Serbien geboren. Nach der Schule studierte er 1958 und von 1960 bis 1963 an der Theologischen Fakultät in Belgrad. Während der Unterbrechung von 1958 bis 1960 musste er seinen Wehrdienst in der Jugoslawischen Volksarmee ableisten.
Nach dem Wehrdienst setzte er seine Studien in Belgrad fort und empfing am 3. Dezember 1960 die Mönchsweihe von Archimandrit Justin Popović, der schon damals ein angesehener Theologe war und später heiliggesprochen wurde, und erhielt den Ordensnamen Atansije (Athanasius). Er gehörte zum Kloster Tronoša bei Loznica und empfing zum Theophaniefest 1961 die Diakonenweihe und am Fest Entschlafung der allheiligen Gottesgebärerin 1963 die Priesterweihe.
Im Jahr 1964 wurde er von der Serbisch-Orthodoxen Kirche zum postgraduierten Studium an die Theologische Hochschule in Halki bei Konstantinopel (Istanbul, Türkei) geschickt, das aber kurz darauf wegen der politischen Umstände in der Türkei im Bezug auf die orthodoxe Kirche abgebrochen werden musste. So promovierte er 1967 an der Theologischen Fakultät in Athen bei Professor Ioánnês N. Karmírês im Fach Dogmatik zum Thema Ekklesiologie des Apostels Paulus nach dem Hl. Johannes Chrysostomos. 
Ab 1968 forschte er am Theologischen Institut Saint-Serge in Paris und wurde ein Jahr später zum Dozenten für die Einleitung in die Theologie und Patrologie sowie Asketikon (1969–1972) und Kirchengeschichte der byzantinischen Epoche (1971–72).
Nach seiner Rückkehr nach Belgrad 1972 wurde er ein Jahr später zum Dozenten, 1983 zum außerordentlichen und 1987 zum ordentlichen Professor an der Theologischen Fakultät gewählt. Zu dieser Zeit publizierte er eine große Anzahl an Artikeln und wurde zum führenden Patrologen der serbischen Kirche.
Atanasije Jeftić wurde am 7. Juli 1991 zum Bischof vom Banat geweiht. Aber schon ein Jahr später wurde er in die Eparchie Zahumlje und Herzegowina versetzt. Zu dieser Zeit begann der Krieg in Bosnien und Herzegowina und so konnte er nicht im Eparchiesitz Mostar installiert werden, sondern residierte im Kloster Tvrdoš. Er entwickelte eine rege Kriegsseelsorge und bereiste verschiedene Kriegsschauplätze.
Als Bischof wurde er zum einflussreichen Schülerkreises von Justin Popović gezählt, neben drei weiteren Bischöfen, Irinej Bulović, Artemije Radosavljević und Amfilohije Radović.
Im Jahr 2021 verstarb er überraschend an den Folgen einer COVID-19-Erkrankung mit einer schweren Lungenentzündung.

## Rolle in den Jugoslawienkriegen
Atanasije Jeftić war eine prominente, aber nicht unumstrittene Stimme der serbischen Öffentlichkeit. Neben seiner akademischen Tätigkeit wirkt er an zahlreichen gesellschaftlich-kulturellen Treffen in Belgrad mit und wurde so zu einer prominenten kirchlichen Stimme Serbiens. Ende der 1980er Jahre ergriff er Partei für die serbische Minderheit im Kosovo und unterstützte den immer nationalistischer agitierenden Präsidenten der Sozialistischen Republik Serbien Slobodan Milošević. Er warf den albanischen Kosovaren vor, "brutale und tierische Vergewaltigungen an serbischen Frauen, Mädchen, älteren Damen und Ordensfrauen von den wildgewordenen Albanesen" zu begehen, und richtete einen Appell zusammen mit zwei weiteren Bischöfen an die jugoslawische Regierung und andere staatliche und kirchliche Stellen.
Auch in den anschließenden Jugoslawienkriegen in Kroatien, Bosnien-Herzegowina und dem Kosovo war er eine kirchlich-nationalistische Stimme, die wohl einseitig die serbischen Minderheiten als Opfer der anderen vermeintlich faschistoiden Teilrepubliken ansah und ein Großserbien als Schutzraum für alle Serben forderte.
Es gab Stimmen innerhalb der Serbisch-Orthodoxen Kirche, wie der Metropolit von Zagreb und Ljubljana Jovan Pavlović oder der angesehene Theologe Vladeta Jerotić, die noch am Ende der 1980er Jahre warnten, dass Atansije Jeftić und Amfilohije Radović sich von den nationalistischen Akademikerkreisen instrumentalisieren ließen, zum Schaden den Kirche und ihnen selbst. Mitte der 1990er Jahre wandte sich Atanasije Jeftić enttäuscht von Milošević ab, den er als zu zögerlich im Hinblick auf die Verteidigung serbischer Interessen in den Nachbarländern ansah.
Am Ende seines Lebens wurde er von weiten Teilen der serbischen Öffentlichkeit positiv und als großer Theologe mit Weltrang angesehen.

## Werke
Besonders hervorzuheben ist seine patrologische Reihe, die als sein Lebenswerk gilt:
- Patrologija, Bde. 1–5, Belgrad 2015–2019.

Auswahl weiterer Werke:
- Uvod u teologiju kapadokidijskih otaca o Svetome Duhu, in: Teološki pogledi. 6 (1) 1973: S. 22–36.
- Drugi Vaseljenski sabor, in: Teološki pogledi. 14 (1–3) 1981: S. 81–96.
- Hronika stradanja Srba na Kosovu i u Metohiji (1941-1989), in: Bogoslovlje: Časopis Pravoslavnog bogoslovskog fakulteta u Beogradu. 33 (1–2) 1989, S. 55–79.
- Sveti Vaseljenski Sabori: Osmi (879–880. g.) i Deveti (1351. g.), in: Teološki pogledi. 45 (1) 2012: 69–90.